# Amphineurus otagensis
Amphineurus otagensis är en tvåvingeart som beskrevs av Alexander 1922. Amphineurus otagensis ingår i släktet Amphineurus och familjen småharkrankar. Inga underarter finns listade i Catalogue of Life.